# 浪淘沙
浪淘沙，词牌名。亦称《浪淘沙令》、《卖花声》《过龙门》。双调五十四字，前后阕各四平韻，一韵到底。

## 词牌格式
(仄)仄仄平平，(仄)仄平平。(平)平(仄)仄仄平平。(仄)仄(平)平平仄仄，(仄)仄平平。
(仄)仄仄平平，(仄)仄平平。(平)平(仄)仄仄平平。(仄)仄(平)平平仄仄，(仄)仄平平。

## 例词
浪淘沙--簾外雨潺潺     李煜
帘外雨潺潺，春意阑珊。罗衾不耐五更寒。梦里不知身是客，一晌贪欢。
独自莫凭栏，无限江山，别时容易见时难。流水落花春去也，天上人间。
浪淘沙--往事只堪哀     李煜
往事只堪哀，对景难排。秋风庭院藓侵阶。一任珠帘闲不卷，终日谁来？
金剑已沉埋，壮气蒿莱。晚凉天净月华开。想得玉楼瑶殿影，空照秦淮！
浪淘沙令--把酒祝東風     歐陽修
把酒祝東風，且共從容。垂楊紫陌洛城東，總是當年攜手處，游徧芳叢。
聚散苦匆匆，此恨無窮。今年花勝去年紅，可惜明年花更好，知與誰同？